# Bortkiv, Zolociv
Bortkiv (în ucraineană Бортків) este localitatea de reședință a comunei Bortkiv din raionul Zolociv, regiunea Liov, Ucraina.

## Demografie
Componența lingvistică a localității Bortkiv
     Ucraineană (99,75%)
     Alte limbi (0,25%)
Conform recensământului din 2001, majoritatea populației localității Bortkiv era vorbitoare de ucraineană (99,75%), existând în minoritate și vorbitori de alte limbi.